# Оловянный крик
Оловянный крик — характерный звук, получаемый при сгибании химически чистого оловянного прутка при комнатной температуре. В различных описаниях звук может называться «треск», «скрип» или «крик». Источником звука является процесс образования кристаллических двойников олова при пластической деформации прутка. Издаваемый звук сравнительно негромок, несмотря на название «крик».
При повышении температуры образца олова примерно до 100 °С пластическая деформация двойникованием уступает место деформации скольжения как более энергетически выгодной, и явление «крика» пропадает. При охлаждении образца до комнатной температуры «крик» появляется вновь.
Явление легко воспроизводимо и нередко используется в качестве физической демонстрации или фокуса. Оловянный образец можно деформировать и получать «крик» многократно, до механического разрушения. Разрушенный образец можно восстановить для повторного получения звука «крика» путём переплавки и отливки. Также кристаллическую структуру олова можно восстановить путём отжига.
Несмотря на название, указывающее на олово, то же самое явление можно наблюдать в достаточно чистых образцах ниобия, индия, цинка и некоторых других металлов.